# Ambrella longituba
Die Orchidee Ambrella longituba ist die einzige Art in der Gattung Ambrella. Die kleinen, epiphytisch wachsenden Pflanzen wurden nur wenige Male in einem kleinen Gebiet im Norden Madagaskars gefunden.

## Beschreibung
Ambrella longituba besitzt eine monopodial wachsende, gestauchte Sprossachse. Im unteren Bereich finden sich die von Velamen umhüllten Wurzeln. Die Blätter sitzen zweizeilig am Spross und sind von diesem durch ein Trenngewebe abgesetzt. Der Blattgrund umfasst den Spross so, dass dieser vollständig von den Blattbasen verhüllt wird. Die Form der Blätter ist länglich-oval bis umgekehrt-eiförmig, an der Basis verschmälert. Die Blattspitze ist leicht eingezogen, so dass zwei Lappen entstehen. Die Blätter messen fünf bis neun Zentimeter in der Länge bei etwa zwei Zentimeter Breite. 
Die Blüten stehen einzeln oder zu zweit oder dritt zusammen an etwa fünf bis sechs Zentimeter langen Blütenständen. Die Blütenfarbe ist grün, die Blüte ist mit 4,5 Zentimeter Länge im Verhältnis zur restlichen Pflanze recht groß. Die Blütenblätter sind nicht miteinander verwachsen. Die Sepalen und Petalen sind in Form und Größe ähnlich, sie sind schmal lanzettlich und zugespitzt, sie sind nicht ausgebreitet, sondern weisen nach vorn. Die Lippe bildet eine Röhre um die Säule, im vorderen Bereich ist sie ausgebreitet und dreilappig. An der Basis der Lippe setzt ein 3,5 Zentimeter langer Sporn an. Die Innenseite der Lippe ist weich behaart.

## Verbreitung
Ambrella longituba wurde von Henri Perrier de la Bâthie im Norden Madagaskars, am Montagne Ambre in der Nähe des Flusses Maky, gefunden. Sie wuchs dort in einer Höhenlage von 800 Metern epiphytisch auf dem Schmetterlingsblütler Calliandra alternans (Syn.: Viguieranthus alternans). Joyce Stewart schreibt, dies sei der einzige bekannte Fund. Die Datenbank des Missouri Botanical Garden listet allerdings noch ein weiteres Exemplar, gesammelt 1992, auf.

## Systematik und botanische Geschichte
Nachdem Perrier de la Bâthie die Pflanze 1932 gesammelt hatte, veröffentlichte er 1934 die Erstbeschreibung in Bulletin de la Société Botanique de France Band 81, Seite 655. Er wählte die latinisierte Bezeichnung des Fundortes (Montagne Ambre) als Gattungsnamen. Die Artbezeichnung longituba, was „langröhrig“ bedeutet, bezieht sich auf die Form der Blüten.
Die Art zählt zur Tribus Vandeae und dort in der Subtribus Angraecinae.

## Belege
Die Informationen dieses Artikels stammen vorwiegend aus:
- Joyce Stewart: Angraecoid orchids: Species from the African region. Timber Press, Portland, Oregon 2006, ISBN 0-88192-788-0.

Darüber hinaus werden zitiert:
1. ↑  Tropicos - Ambrella longituba. Missouri Botanical Garden, abgerufen am 29. April 2008.

## Weiterführendes
Ambrella longituba. Schweizerische Orchideenstiftung am Herbarium Jany Renz, abgerufen am 29. April 2008.
- Liste der Orchideengattungen